# Чжу Цяньчжи
Чжу Цяньчжи́ (кит. трад. 朱謙之, упр. 朱谦之, пиньинь Zhū Qiānzhī, Джайлс-Уэйд Chu Ch’ien-chih, 1899 — 1972). Китайский философ, историк философии и переводчик, известный своей теорией стимулирующего влияния китайской цивилизации на европейскую.

## Биография
Родился на территории Фучжоуской управы провинции Фуцзянь в семье врачей. В 1916 г. поступил на юридическое отделение Пекинского университета, в 1919 году перевёлся на философской факультет. В университете увлекался марксизмом и анархизмом, участник «Движения 4 мая 1919 г.». Перешёл на позиции радикального анархизма, занявшись исследованием роли личности в истории. В октябре 1919 года за активное участие в акциях протеста был арестован в Пекине военными властями, но не пострадал. В университете поддерживал отношения с молодым Мао Цзэдуном, работавшим тогда в университетской библиотеке. Мао в интервью Эдгару Сноу (1936) признавался, что благодаря Чжу Цяньчжи увлёкся в те годы анархизмом.
В 1921 году разочаровался в политическом радикализме, и перевёлся в Нанкин, где получал буддийское образование у наставника Тайсюя (太虛, 1890—1947). Разочаровавшись в коррумпированности буддийского клира, в 1924 году стал преподавателем Сямэньского университета, расположенного тогда в Ханчжоу. В 1929 году удостоен стипендии Исследовательского института и отправлен на стажировку в Японию, вернувшись в 1931 году, работал в Цзинаньском университете. В 1932 году получил профессорское звание в университете им. Сунь Ятсена, где и работал до 1952 года.
После образования КНР работал в разное время деканом исторического и философского факультетов, ректором Института литературы, директором Центра гуманитарных наук Исследовательского института, а также заведующим кафедрой истории университета им. Сунь Ятсена. В 1952 году стал профессором Пекинского университета. В 1964—1972 годах был научным сотрудником Института изучения религий Академии Наук Китая. В период «Культурной революции» подвергался нападкам. В 1968 году окончил свою автобиографию (世界观的转变——七十自述 «Переворот в мировоззрении: рассказ 70-летнего»), опубликованную только в 1980 году.

## Теоретические взгляды
В молодости увлекался «теорией героев», считая выдающихся исторических деятелей творцами исторического процесса. В 1930-е годы создаёт собственную «Философию истинного чувства» (真情哲学). Космическую сущность отождествил с человеческим телом, полагая, что она не выходит за пределы чувственно воспринимаемого феноменального мира. Небо, Земля, люди и все вещи образуют единое тело, существующее вне пространства и времени. Проповедовал отказ от рационального познания.
Исследуя влияние китайской философии на европейскую культуру, пришёл к следующим выводам:
- Европейский Ренессанс порождён «Четырьмя великими изобретениями» — бумагой, печатным делом, компасом и порохом, появившимися на Западе через посредничество монголов и арабов.
- Связь европейской и китайской цивилизаций осуществлялась в три этапа:

1) Материальный контакт;
2) Контакт в сфере искусства;
3) Непосредственный контакт.
- «Непосредственный контакт» был связан с деятельностью миссионеров-иезуитов в Китае, и исследованием неоконфуцианства. Для эпохи Просвещения Конфуций был одним из идеологических ориентиров, а конфуцианство — источником прогресса философии.
- Влияние китайской философии на Германию проявилось в создании новой реальности — просветительском монархическом либерализме.
- Влияние китайской философии на Францию привело к созданию искусственного идеала — идеологии революции, направленной на разрушение.
- Непосредственно китайская философия сформировала взгляды Вольтера, Гольбаха, Монтескьё, Д. Дидро и др.
- Диалектика Гегеля — китайского происхождения. Диалектика «Феноменологии духа» находит соответствие с конфуцианским каноном.
- Философия Шеллинга сближается с китайской философией.

В 1950-е годы работал над воздействием буддизма на раннее христианство, в 1964 году закончил фундаментальную работу по истории философии Японии.

## Избранная библиография на китайском языке
- 《回忆》 现代书局 1928
- 《音乐的文学小史》 1925 上海泰乐图书局
- 《中国音乐文学史》 1935 商务印书馆
- 《革命哲学》 1921 泰东书局
- 《古学卮言》 1922 泰东书局
- 《黑格尔的历史哲学》 1936 商务印书馆
- 《孔德的历史哲学》 1941 商务印书馆
- 《老子校释》 1958 龙门联合书店
- 《日本的朱子学》 1958 三联书店
- 《日本古学及阳明学》 1962 上海人民出版社
- 《哥伦布前一千年中国僧人发现美洲考》 北京大学学报 1962年第1期
- 《日本哲学史》 1964 三联书店
- 《中国哲学对欧洲的影响》 河北人民出版社 ISBN 7-202-02560-4
- 《老子校释》 1986 中华书局
- 《中国音乐文学史》 1989
- 《中国景教》 1993 人民出版社 ISBN 7-01-002626-2.
- 黄夏年，朱谦集选集, 长春:吉林人民出版社2004